# Quan hệ Chad–Israel
Quan hệ Chad–Israel đề cập đến mối quan hệ ngoại giao giữa Cộng hòa Chad và Nhà nước Israel. Cả hai quốc gia là thành viên của Liên Hợp Quốc.

## Lịch sử

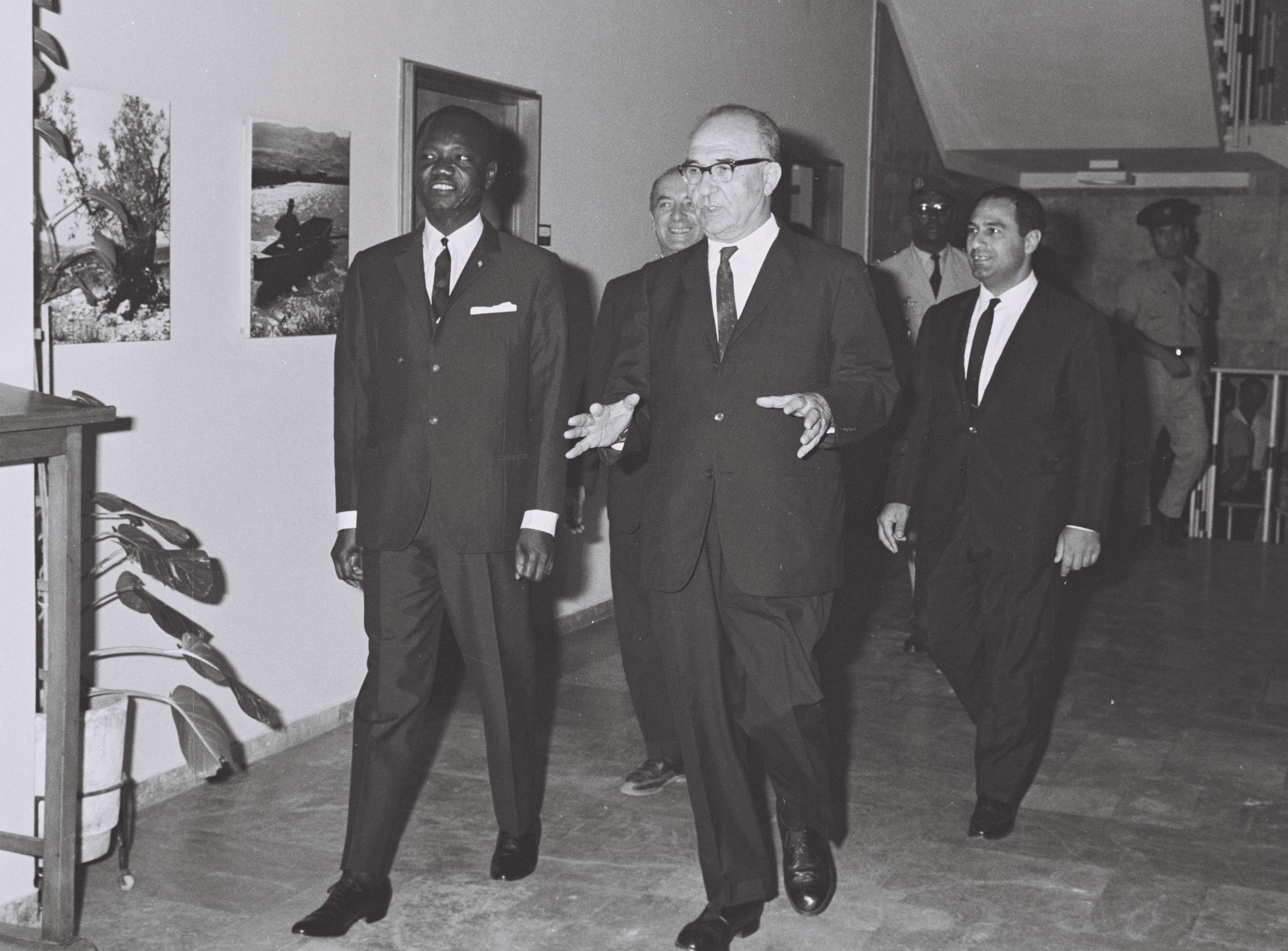
Tổng thống Chad François Tombalbaye và Thủ tướng Israel Levi Eshkol năm 1965

Năm 1960, Israel công nhận Chad khi Chad giành được độc lập từ Pháp. Ngày 10 tháng 1 năm 1961, Chad và Israel đã thiết lập quan hệ ngoại giao. Năm 1962, Israel đã mở một đại sứ quán thường trú tại Fort-Lamy. Ban đầu, cả hai nhà nước duy trì quan hệ thân thiện. Năm 1965, Tổng thống Chadian François Tombalbaye đã đến thăm chính thức Israel.

### Chấm dứt quan hệ
Ngày 28 tháng 11 năm 1972, Chad tuyên bố sẽ chấm dứt quan hệ với Israel. Chad là quốc gia thứ hai trong số hai mươi hai quốc gia châu Phi chấm dứt quan hệ với Israel năm 1972 và 1973, hầu hết trong số họ đã làm như vậy do áp lực của Đại tá Muammar Gaddafi của Libya.
Mặc dù Chad và Israel không có quan hệ ngoại giao chính thức, quan hệ không chính thức vẫn tiếp tục. Israel đã bán vũ khí cho chính phủ Chad để hỗ trợ họ trong cuộc nội chiến Chad. Gần đây, Israel đã cung cấp vũ khí và tiền cho Chad để hỗ trợ đất nước chiến đấu chống lại phiến quân ở miền bắc.

### Quan hệ được thiết lập lại
Vào tháng 7 năm 2016, Tổng Giám đốc Bộ Ngoại giao Israel Dore Gold đã gặp Tổng thống Chad Idriss Déby tại dinh tổng thống ở thành phố Fada, phía bắc Chad. Tháng 11 năm 2018, Déby đã đến Israel và có chuyến thăm chính thức tới đất nước này. Trong chuyến thăm của mình, Déby đã gặp Thủ tướng Israel Benjamin Netanyahu và Tổng thống Reuven Rivlin. Cả hai quốc gia bày tỏ ý định thiết lập lại quan hệ ngoại giao và thảo luận về kế hoạch để Netanyahu đến thăm chính thức Chad.
Tháng 1 năm 2019, Netanyahu đến thủ đô Nadian của N'Djamena, nơi ông gặp Déby. Quan hệ ngoại giao đã được khôi phục giữa cả hai quốc gia và một số hiệp định song phương đã được ký kết. Chi tiết về các thỏa thuận thương mại đã không được công bố mặc dù các nguồn an ninh Chadian đã tuyên bố rằng nguồn cung cấp vũ khí của Israel đã được bảo đảm để sử dụng trong cuộc chiến chống phiến quân Hồi giáo ở phía bắc nước này. Netanyahu mô tả thỏa thuận này là một thời khắc lịch sử của hai nước. Phóng viên Herb Keinon của Jerusalem Post lập luận rằng Chad sẽ được hưởng lợi từ mối quan hệ an ninh, tình báo và công nghệ gần gũi hơn với Israel và cải thiện khả năng tiếp cận với Hoa Kỳ, một đồng minh quan trọng của Israel.
Ngày 20 tháng 1 năm 2019, căn cứ MINUSMA tại Aguelhok đã bị các chiến binh tấn công. Cuộc tấn công đã bị đẩy lùi nhưng 10 nhân viên gìn giữ hòa bình của Liên Hợp Quốc đã bị giết và 25 người khác bị thương. Các chiến binh đã đến trên một số phương tiện vũ trang. Một số kẻ tấn công được cho là đã bị giết. Trách nhiệm đã được Al-Qaeda tuyên bố trong Hồi giáo Maghreb, người tuyên bố rằng đó là một cuộc tấn công trả đũa cho chuyến thăm gần đây tới Chad của Thủ tướng Israel Benjamin Netanyahu và việc bình thường hóa quan hệ ngoại giao sau đó. Tổng Thư ký Liên Hợp Quốc António Guterres đã lên án vụ tấn công.